# Porthidium yucatanicum
Espèce
Synonymes
- Trimeresurus yucatanicus Smith, 1941
- Bothrops yucatanicus (Smith, 1941)

Statut de conservation UICN

 LC  : Préoccupation mineure
Porthidium yucatanicum est une espèce de serpents de la famille des Viperidae.

## Répartition
Cette espèce se rencontre au Mexique, dans les États du Yucatán et du Campeche, et au Belize.

## Description
C'est un serpent venimeux.

## Publication originale
- Smith, 1941 : On the Mexican snakes of the genus Trimeresurus. Zoologica, vol. 26, p. 61-64.